# 英語歴史シソーラス
英語歴史シソーラス（えいごれきしシソーラス、Historical Thesaurus of English, HTE）はオクスフォード英語辞典（OED）第二版に採録されている単語を意味、時代ごとに分類したデータベースである。グラスゴー大学で1964年より編纂が開始された。およそ65万項目。オクスフォード大学出版局（OUP）より電子版および書籍版が刊行される予定になっている。